# Championnat de Namibie de football 2002-2003
Navigation
Édition 2000 Édition suivante
La saison 2002-2003 du Championnat de Namibie de football est la onzième édition de la Premier League, le championnat de première division national namibien. Les équipes engagées sont regroupées au sein d'une poule unique où elles affrontent deux fois leurs adversaires, à domicile et à l'extérieur. En fin de saison, les deux derniers sont relégués et remplacés par les deux meilleurs clubs de deuxième division.
C'est le Chief Santos FC qui remporte la compétition cette saison après avoir terminé en tête du classement, avec treize points d'avance sur un duo composé du Civics FC et d'Orlando Pirates Windhoek. C'est le second titre de champion de Namibie de l'histoire du club, dix ans après le premier.

## Participants
- Ramblers FC
- Cuca Tops FC - Promu de D2
- Life Fighters FC
- Young Ones FC
- Liverpool Okahandja
- Eleven Arrows FC - Promu de D2
- African Stars FC
- Friends FC - Promu de D2
- Civics FC
- Blue Waters FC
- Oshakati City FC
- Tigers FC
- Black Africa FC
- Orlando Pirates Windhoek
- Chief Santos FC
- Benfica Tsumeb - Promu de D2

## Compétition

### Classement
Le classement est établi sur le barème de points classique : victoire à 3 points, match nul à 1, défaite à 0.
| Rang | Équipe                   | Pts | J  | G  | N  | P  | Bp | Bc | Diff |
| ---- | ------------------------ | --- | -- | -- | -- | -- | -- | -- | ---- |
| 1    | Chief Santos FC          | 70  | 29 | 22 | 4  | 3  |    |    |      |
| 2    | Civics FCC               | 57  | 28 | 16 | 9  | 3  |    |    |      |
| 3    | Orlando Pirates Windhoek | 57  | 27 | 17 | 6  | 4  |    |    |      |
| 4    | Ramblers FC              | 51  | 29 | 14 | 9  | 6  |    |    |      |
| 5    | African Stars FC         | 51  | 30 | 15 | 6  | 9  |    |    |      |
| 6    | Blue Waters FC           | 49  | 30 | 14 | 7  | 9  |    |    |      |
| 7    | Black Africa FC          | 46  | 30 | 12 | 10 | 8  |    |    |      |
| 8    | Tigers FC                | 39  | 29 | 9  | 12 | 8  |    |    |      |
| 9    | Liverpool OkahandjaT     | 36  | 29 | 10 | 6  | 13 |    |    |      |
| 10   | Oshakati City FC         | 34  | 28 | 9  | 7  | 12 |    |    |      |
| 11   | Friends FCP              | 35  | 30 | 10 | 5  | 15 |    |    |      |
| 12   | Eleven Arrows FCP        | 28  | 30 | 8  | 4  | 18 |    |    |      |
| 13   | Life Fighters FC         | 26  | 28 | 6  | 8  | 14 |    |    |      |
| 14   | Benfica TsumebP          | 25  | 28 | 6  | 7  | 15 |    |    |      |
| 15   | Young Ones FC            | 22  | 30 | 5  | 7  | 18 |    |    |      |
| 16   | Cuca Tops FCP            | 14  | 29 | 3  | 5  | 21 |    |    |      |

|  | Champion de Namibie 2004                                                                |
|  | Qualification pour la Ligue des champions de la CAF 2004                                |
|  | Relégation directe en deuxième division                                                 |
|  | T : Tenant du titre C : Vainqueur de la Coupe de Namibie P : Promu de deuxième division |

- Le classement est incomplet. Il est considéré comme validé par la fédération pour le titre et les relégations.

## Bilan de la saison
| Championnat de Namibie de football 2002-2003                        |                            |
| Champion                                                            | Chief Santos FC (2e titre) |
| Coupes et trophées                                                  |                            |
| Vainqueur de la Coupe de Namibie 2002-2003                          | Civics FC                  |
| Qualifications continentales                                        |                            |
| Ligue des champions de la CAF 2004                                  | Civics FC                  |
| Coupe de la confédération 2004                                      | Aucun                      |
| Promotions et relégations                                           |                            |
| Promus en Championnat de Namibie de football                        | Golden Bees FC             |
| Promus en Championnat de Namibie de football                        | May Dae Chiefs FC          |
| Relégués en Championnat de Namibie de football de deuxième division | Young Ones FC              |
| Relégués en Championnat de Namibie de football de deuxième division | Cuca Tops FC               |